# Palagiano
Palagiano (Palascène o Polascène in dialetto locale) è un comune italiano di 15 665 abitanti della provincia di Taranto in Puglia. Nel comune è rilevante la produzione di agrumi.

## Geografia fisica
Il comune di Palagiano fa parte del Gruppo di azione locale (GAL) "I luoghi del Mito" e dal 2005 rientra tra i comuni che compongono il Parco delle Gravine Ioniche.

Nell'aprile del 1967, il poeta Salvatore Quasimodo, guardando Palagiano e i suoi paesaggi nella Riserva naturale Stornara (più nota come "la Pineta dell'Appia"), disse:

### Territorio

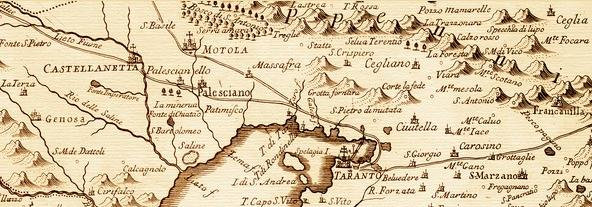
Costa ionica e Murgia meridionale

Il comune ionico di Palagiano presenta dal punto di vista morfologico molte lame, ovvero ampi e profondi solchi carsici, cioè vie fluviali naturali.
Alcune lame si conservano ancora con un buono stato vegetativo, altre sono state invece bonificate con la riforma agraria; in queste zone sono sorte distese di agrumeti.
Le lame palagianesi sono:
- Lama di Vite
- Lama d'Uva
- Lama di Chiàtone
- Lama di Calzo
- Lama di Lenne

### Fiumi
Il Comune di Palagiano è attraversato da due fiumi: Lato e Lenne.
Il fiume Lato nasce tra le Murge laertine e sfocia nel mar Jonio nella località chiamata "Ventidue", dal numero del casello ferroviario sulla linea Taranto-Metaponto. Alla foce vi è la Torre Lato, che serviva da avvistamento delle navi pirata.
Il fiume Lenne è ricco di storia e di fascino naturalistico. Infatti, già nei tempi antichi, fu citato in un racconto di Tito Livio. Questo fiume si presenta con una flora particolare, soprattutto quando attraversa la pineta dell'Appia. La foce, precedentemente incastonata fra due moli distrutti durante l'alluvione del 2003 e situata nei pressi di una spiaggia, è stata ripristinata e allargata. Nella sezione iniziale della spiaggia vi è un ponte costruito durante il periodo fascista, dove Salvatore Quasimodo si fermò ad ammirare il paesaggio nel 1967.

### Aree di interesse naturalistico
- La Riserva naturale Stornara è una riserva biogenetica protetta dallo Stato e dalla regione Puglia. Essa si estende per 7 km sulla fascia costiera ionica. Il suo nome deriva dal ricco movimento di storni migratori. Ha una vegetazione ricca e la pianta principale del posto è il Pinus halepensis (pino d'Aleppo), che cresce rigoglioso sulle dune sabbiose. Nella stessa riserva si trova il pino d'Aleppo più vecchio d'Europa.[5]
- Gravina di Lamaderchia: a nord-ovest della città, in località Lamaderchia, vi è la gravina di Palagiano, profonda 40 m, larga circa 300 m e lunga circa 1 km; all'interno si presenta con scarsa vegetazione e roccia calcarea. La gravina fa parte del Parco "Terra delle Gravine", costituito nel 2005 dalla Comunità Europea. Nel parco rientrano altri 12 comuni della provincia di Taranto e uno della provincia di Brindisi.

## Storia
Palagiano è sempre stata considerata una cittadina con una collocazione geografica strategica, situata al crocevia di smistamento delle direttrici stradali verso la Basilicata, la Calabria e il Nord Italia.
Basti ricordare le scorrerie piratesche dei saraceni, che dovevano per forza attraversare il territorio palagianese, come è avvenuto durante la distruzione di Mottola. Nel 1002, in un'altra occasione, la città dovette subire l'assedio di De Comiticchia, che voleva conquistare Taranto in nome dell'imperatore Ottone III.
Nel 1023, dopo l'assedio a Bari di un tale Royca, questi si diresse verso la fortezza di Palagiano, espugnandola e ritirandosi sul colle di Mottola.
Il territorio di Palagiano appartiene ad un polo di insediamento rupestre nella zona occidentale, confinante con i comuni di Massafra e Mottola.
Qui si trova la chiesa rupestre di Santa Maria di Lenne.
In questa zona intorno all'anno 1100 circa doveva essere molto intensa la produzione di sale, in quanto ben trenta saline del fiume Lato furono donate ad un'abbazia bizantina.
Ancora oggi, passando dalla SS 106, si può notare a ridosso del fiume Lato, in prossimità del bosco Romanazzi e del bosco di Marziotta, l'area denominata Salina di Lato.
Nel 1081 Palagiano fu infeudata da parte di Roberto il Guiscardo; successivamente, nel 1250, le terre palagianesi furono acquisite dai Casamassima.
Nel 1300 Palagiano si trovava sotto i Giordano, che lo cedettero a Ugo Bilotta e, successivamente, nel 1332, a Maria Caterina Valois, con cui iniziò un periodo travagliato a causa di alcune diatribe baronali.
Con Raimondello Orsini Del Balzo Palagiano si trovò inserito nel Principato di Taranto insieme a Massafra, Mottola, Nardò e Otranto. In successione passò al figlio Antonio del Balzo Orsini e venne poi infeudata al barone Gabriele Capitignano, per poi passare ai napoletani Protonobilissimo. Il 15 settembre 1464 Giacomo Faccipecora, signore di Palagiano, e Stefano Domini Roberti, signore di Palagianello, sottoscrissero un concordato sulla fida degli animali nei territori dei due casali. Giacomo Protonobilissimo, alias Faccipecora, fu consigliere poi traditore di Antonio del Balzo Orsini e per questo fu forse premiato da Ferrante I con l'investitura del feudo di Palagiano. Il feudo passò ai Lubelli, poi ai Minutola e sino al 1600 ai Caracciolo.
Le proprietà passarono dai Carmignano ai Pappacoda, quindi ai De Marco nel 1720, fino ai principi Cicinelli di Cursi (una diramazione della famiglia Caracciolo), che vi restarono fino agli anni dell'Ottocento e dovettero affrontare le controversie derivanti dalle leggi contro la soppressione feudale.
Nel frattempo Palagiano divenne comune nel 1806 con il primo sindaco Francesco Paolo Calò.
All'epoca la cittadina apparteneva alla Terra d'Otranto, una delle dodici circoscrizioni sotto il Regno di Napoli, e solo nel 1923, quando divenne capoluogo Taranto, passò dalla provincia di Lecce a quella di Taranto.
Ad esso, per motivi demografici (art. 2 della Legge 8.12.1806, n. 272), venne aggregato Palagianello che prima aveva autonomia amministrativa quale "Universitas". Dopo lunga battaglia separatista, con legge 6.6.1907, n. 318, Palagianello ritornò ad essere un comune autonomo.
Intanto buona parte delle proprietà passarono alla famiglia Palomba e poi all'ultimo principe di Palagiano, Guglielmo Romanazzi-Carducci, fino a quando nel 1952 venne attuata la riforma fondiaria.
Nel 1952 vennero scorporati grossi appezzamenti dell'ultimo feudatario, il principe Romanazzi, che vennero ripartiti fra le famiglie numerose e povere del paese. Inizio così un periodo di crescita economica e culturale.
Palagiano è sempre stata una città con una grande vocazione agricola, come testimoniano le culture di agrumeti e vigneti, tipici del paese. È talvolta soprannominata "città delle clementine", per i suoi agrumi. Negli ultimi decenni ha visto anche un modesto sviluppo industriale nella parte nord-est della città e l'attuale associazione di imprenditori uniti nel "Consorzio Città Imprese".

### Alluvione dell'8 settembre 2003
La mattina dell'8 settembre 2003 il paese fu soggetto di un'abbondante precipitazione che, per le caratteristiche morfologiche del luogo, causò allagamenti ed ingenti danni, sommergendo gli scantinati. Alle ore 17 la pioggia terminò, lasciando Palagiano sommersa da fango e acqua. Dovettero intervenire la protezione civile e i soccorsi militari, con ausilio di elicotteri, per poter mettere in salvo le persone. Si calcola che il bilancio delle vittime sia stato di due morti e un disperso.

## Monumenti e luoghi d'interesse

### Architetture religiose

#### Chiesa Matrice Maria Santissima Annunziata
La Chiesa Matrice di Palagiano compare in una pianta topografica del territorio nel 1787. Presenta una semplice facciata, opera di transizione dal barocco al neoclassico. La facciata si presenta scandita verticalmente da coppie di lesene con semplici capitelli e segnata orizzontalmente da due cornici marcapiano. Chiude la facciata un fastigio arcuato con pinnacoli laterali. All'interno, a una navata, una tela dell'Annunciazione, di autore ignoto del XVIII secolo, la tela ad olio "Madonna dei Miracoli", attribuita a Domenico Carella, sempre del XVIII secolo, la tela "Crocifissione tra le anime purganti", della prima metà del XIX secolo, attribuita a Gioacchino Toma, il coro ligneo, uno splendido organo, pure settecentesco, e una pregevole statua lignea raffigurante san Francesco vestito da conventuale, della prima metà del XVI secolo, appartenente al soppresso convento di Santa Maria della Nova. Recentemente sono state restaurate la statua di san Rocco, risalente al 1601, un crocifisso del XVI secolo e il Cristo Risorto, posto nell'altare barocco sulla sinistra della navata.
Nella chiesa, sulla destra, vi è l'altare dedicato al santo patrono, san Rocco, su cui è posta la nicchia che custodisce la venerata immagine del santo. Sulla nicchia un'epigrafe recita: “Et eris in peste patronus” (“E sarai nella peste il protettore”). Per antica tradizione i solenni festeggiamenti in onore di san Rocco si svolgono il sabato, la domenica e il lunedì successivi al 16 agosto, solennità liturgica del santo. La sera del sabato ha luogo la processione della cavalcata, che dà inizio ai festeggiamenti, con la sfilata di cavalli riccamente bardati e montati da bambini vestiti come il Santo Pellegrino.

#### Chiesa dell'Immacolata
La chiesa dell'Immacolata è la più antica del paese e sorge a pochi passi dalla Chiesa Matrice. Consacrata nel 1582, fu sconsacrata agli inizi del XIX secolo e fu gestita dall'ordine francescano fino al 1809, anno della soppressione dei convento da parte dei borbonici. La chiesa si sviluppò secondo i canoni francescani, di cui però è rimasta traccia solo del chiostro e della pianta d'aula unica della chiesa. I conventuali le diedero il titolo di Santa Maria della Nova; fu di nuovo consacrata nel 1938 e con l'occasione ci furono ristrutturazioni, ma anche alcuni danni alle decorazioni del rosone. Fu danneggiato anche il campanile soprastante il presbiterio. 
Si presenta con una semplice facciata ingentilita da un rosone (oggi non in buone condizioni); all'interno conserva una tela dell'Immacolata, della prima metà del XVIII secolo, e una statua lignea (in pessime condizioni) della seconda metà del XVII secolo raffigurante san Gaetano, attribuita all'ischitano Gaetano Patalano.
Per un breve periodo, l'attuale chiesa dell'Immacolata, che fu anche convento, ospitò il francescano san Giuseppe da Copertino.

#### Chiesa di San Nicola
La chiesa di San Nicola è la parrocchia più recente. Nacque inizialmente come luogo di culto in un piccolo salone in viale Chiatona (nell'attuale negozio di materiale elettrico), poi nel 1964 nel salone adiacente all'attuale chiesa. Nel 1971 venne costruita la chiesa di San Nicola, la più capiente del paese, in quanto ha più di 400 posti a sedere. Si presenta in stile romanico semplice; all'esterno ci sono tre mosaici raffiguranti a sinistra l'incontro di Maria con Elisabetta, al centro la Sacra Famiglia e a destra il battesimo di Gesù.
In alto un grande rosone raffigura San Nicola di Bari.
Al suo interno vi è un grande mosaico di Gesù e del Padre con la scritta del Vangelo di Giovanni: Io sono la vita, la verità e la via.

#### Chiesa benedettina di Santa Maria di Lenne
Essa è menzionata per la prima volta nel 1110. Presenta all'interno tracce di affreschi che una volta dovevano ricoprirla interamente. Si nota nella nicchia absidale una Madonna con Bambino, in stile bizantino, alquanto rovinata, che il Dalena accosta come tipo iconografico alla Platytera. Il sito è stato preso in considerazione dal FAI (Fondo per l'Ambiente Italiano), nel progetto I luoghi del cuore.

#### Santuario della Madonna della Stella
Il santuario della Madonna della Stella è stato costruito recentemente in sostituzione di un'altra chiesa riedificata e benedetta nel 1954. Il santuario è situato a 3 km fuori dal paese, in aperta campagna. Il santuario è molto semplice e non presenta arricchimenti artistici; vi sono un rosone molto semplice e alcuni quadri disegnati da un artista palagianese.

### Architetture civili
Il centro storico di Palagiano è costituito da due rioni. 
La Terra comprende le vie Pagano, le Mura, Roma, piazza Vittorio Veneto e via De Gasperi.
Il Convento è delimitato dalle vie Carmignano, Sforza, Mafalda, Petrarca, Duca d'Aosta, XX Settembre. Sebbene molti palazzi signorili siano stati demoliti, ricostruiti o ristrutturati, i segni della loro origine è ancora presente nella memoria dei più anziani.
Tra gli altri vi è il Palazzo Baronale (detto "il castello"), situato nella zona centrale della città, nei pressi del municipio.
Si presenta con forma quadrangolare in stile barocco pugliese, poggiato su fondazioni molto antiche. Attualmente il "castello" è in una situazione di pesante degrado e abbandono.
Il Palazzo Sannella risale al XVII secolo e presenta ancora qualche particolare architettonico neorinascimentale. Poco distante dalla chiesa dell'Immacolata si vede l'antico Palazzo della Cancelleria, una volta sede del Decurionato, e, proseguendo su corso Lenne, si trovano case costruite nei primi anni del Novecento.
Sulla medesima via è la ex caserma dei Carabinieri, ora adibita ad auditorium comunale, risalente al 1882.
Decentrati rispetto a questo primo nucleo, troviamo i palazzi delle famiglie Carano in via dei Mille, dei Toria in via Trento e dello scrittore padre Giovanni Maria Sforza.

### Siti archeologici
Il territorio ha rivelato una capillare presenza di ville rustiche di età romana e preromana che testimoniano la fertilità del suolo in epoca antica. Luogo di sosta sul tracciato della via Appia (statio ad Canales), decadde nell'Alto Medioevo per l'impaludamento della pianura. Riprese a vivere pienamente, come centro demico, alla fine del Medioevo.
Vi sono stati molti rinvenimenti di necropoli, con tombe, corredi funerari, vasi, ceramiche e dipinti del IV-III secolo a.C.

#### Villa romana detta "Parete Pinto"
La struttura, risalente al I secolo a.C., conserva i resti di un recinto in opus reticolatum che presenta tre ingressi, due ai vertici del lato nord, e uno, più stretto, al centro del lato sud. Qualche centinaio di metri più a ovest è visibile, nascosta da vigneti, una cisterna coeva e che probabilmente rientrava nella pars rustica della villa.
Il sito è stato preso in considerazione dal FAI Fondo per l'Ambiente Italiano nel progetto I luoghi del cuore.

#### Frantoio ipogeo
Lungo corso Lenne vi è un frantoio del 1805 dove si nota ancora la grande ruota di pietra viva che macinava l'olio, con gli attacchi per i cavalli che servivano a far girare la ruota di pietra su un'asse lignea. 
Se si eccettua l'attuale meccanizzazione insita nella lavorazione di tipo industriale, la molitura dell'olio avveniva a quei tempi proprio come oggi. 
Il sito è stato preso in considerazione dal FAI Fondo per l'Ambiente Italiano nel progetto I luoghi del cuore.

#### Necropoli
Diverse necropoli e tombe sono state rinvenute in varie contrade. Le più significative sono:

##### Fontana del Fico
Tomba a fossa scavata nel tufo con qualche frammento di pietra tenera. Naistros, che sormontava la sepoltura, e oggetti da corredo, tra cui uno specchio bronzeo, un monile di argilla dorata, fibule di bronzo.

##### Ponte di Lenne
Nella lama di Lenne, all'altezza del ponte, vi è un piccolo insediamento medievale dove sono state ritrovate tombe, corredi e manufatti di argilla del V secolo a.C. Fino ai primi anni settanta vi era una torre, poi abbattuta perché fatiscente.

##### Cozzo Marziotta
Nelle campagne di questa contrada gli scavi hanno portato a riconoscere sul lieve rialzo di Cozzo Marziotta un centro preistorico, fortificato nell'Età del ferro, con un insediamento capannicolo.

##### Sorgente di Calzo
Necropoli e alcuni arredamenti funebri, vasi e utensili. La sorgente nell'antichità era l'unica fonte da cui i palagianesi potevano attingere acqua potabile.

##### Menhir di San Marco dei Lupini
Il megalito, ritrovato agli inizi degli anni '60, è adiacente ad una cisterna gallo-romana.

##### Torre Lato
Risale al 1500 e fu fatta costruire da Carlo V insieme a tutte le altre torri di avvistamento per gli attacchi e saccheggi provenienti dal mare in tutta l'area meridionale.
Prende nome dall'omonimo fiume su cui è posizionata e serviva a difendere l'appetibile territorio della conca d'oro con coltivazioni e masserie. La Torre Lato, si trova nella Riserva naturale Stornara, all'altezza del km ferroviario 22, della Ferrovia Jonica Taranto-Metaponto.

## Società

### Evoluzione demografica
Abitanti censiti

### Etnie e minoranze straniere
Secondo i dati ISTAT, al 31 gennaio 2022 la popolazione straniera residente era di 810 persone, pari al 4,12% della popolazione.
Le nazionalità maggiormente rappresentate in base alla loro percentuale sul totale della popolazione residente erano:
- Nigeria, 128
- Romania, 122
- Pakistan, 53

### Tradizioni e folclore

#### Le Sorelle Madonne
Si racconta, che nei tempi remoti le campagne di Palagiano furono invase dall'acqua a causa di una catastrofica alluvione.
In quel momento nella zona si trovavano due sorelle chiamate Lenne e Stella. 
La seconda riuscì ad attraversare la lama aiutata da un contadino e Lenne impaurita e timorosa rimase sola pensando di aver perso la sorella annegata. 
Stella restò in attesa di Lenne e stanca si addormentò sognando la Madonna.
Quando l'alluvione cessò il Vescovo e le autorità rimasero sbalorditi dal racconto di Stella, che chiese e ottenne che in quel posto fosse edificata una cappella dedicata alla Madonna della Stella.
Per ricordare la sorella, i fedeli vollero costruire un'altra cappella intitolata alla Madonna di Lenne.
A Palagiano si è sviluppata un'intensa tradizione religiosa popolare di grande fede intorno alla Madonna della Stella.

#### La Tagghiarìn
Ad ottobre viene festeggiata la festa della Madonna della Stella. Nella seconda settimana del mese, nel primo mattino del sabato, viene celebrata la messa e portata l'immagine di Maria dal Paese al Santuario, situato in campagna; la processione è accompagnata da una banda che esegue musiche popolari chiamata lu fisc'arule, solitamente composta da una gran cassa, piatti, rullante e un ottavino, la cui processione di pellegrinaggio parte dalla mattina e prosegue tutto il giorno. Il maggior afflusso comincia nel pomeriggio quando c'è l'uscita della pasta, la Tagghiarin. La pasta è fatta dalle tripoline e cucinate con salsa e tanto peperoncino in calderoni di acciaio.
La tradizione vuole che la pasta si distribuisca davanti al sagrato del Santuario, e che venga mangiata nelle spatole del fico d'India e utilizzando come forchetta un ramoscello di ulivo che ne assuma le sue sembianze. La pasta anticamente veniva portata dal luogo in cui si cucinava su un carretto.

## Cultura

### Biblioteche
Adiacente alla chiesa dell'Immacolata, vi è la nuova biblioteca e auditorium comunale, dove prima era la caserma dei carabinieri risalente ad una costruzione della fine dell'Ottocento, intitolata all'editore pugliese Vito Laterza.

### Teatri
Il Teatro Comunale "Karol Wojtyla" sorge su una vecchia struttura che ospitava il macello, ora riqualificata, con una capienza massima di 110 posti a sedere. È intitolato a papa Giovanni Paolo II.

### UrbanLab
Il progetto The Factory UrbanLab nasce dal progetto regionale "Bollenti spiriti", che ha dato la possibilità di trasformare in laboratorio urbano un ex edificio scolastico in disuso. È un luogo di aggregazione e espressione giovanile, promuove la conoscenza, la creatività e la sperimentazione di nuove forme e coesione sociale. Il 26 novembre 2011 è stato fra i pochi UrbanLab della regione Puglia ad essere presente alla Fiera delle Musiche del Mediterraneo Medimex presso la Fiera del Levante di Bari.

### Casa delle Culture
Il progetto della Casa delle Culture sorge sull'ex area del vecchio asilo delle suore della congrega di Antonia Maria Verna, 7000 m² di cui 250 m² di pineta.
Vi si trovano un centro diurno per disabili, gli uffici dei servizi sociali, l'aula consiliare del comune intitolata a Norberto Bobbio e l'ex biblioteca, ora diventata un centro polivalente per anziani, ed un campo da bocce.

### Scuole
Hanno sede a Palagiano due scuole dell'infanzia, due scuole primarie, due secondarie di primo grado e inoltre l'Istituto Scientifico - Sportivo, Tecnico Commerciale e per Geometri "Giovanni Maria Sforza", la cui nuova sede, situata in un vasto quartiere residenziale, è stata inaugurata nel 2011.

### Media

#### Radio
- RSA, emittente della parrocchia Maria SS. Annunziata, che prevede una programmazione di musica leggera e di musica sacra.
- Cime di RadioWeb, emittente on line che ha sede nel "The Factory UrbanLab".

### Cinema
A Palagiano è stata girata parte delle scene dei film:
- Il paese delle spose infelici, di Pippo Mezzapesa (2011)
- La settima onda, di Massimo Bonetti (2013)

## Geografia antropica

### Altre località
Il comune di Palagiano si estende su 7 km di litorale lungo la costa jonico tarantina.

#### Chiatona
Altra località balneare e turistica di Palagiano è Chiatona.
Chiatona è una frazione che appartiene a due comuni. La parte occidentale, sino all'altezza del cavalcavia, appartiene al comune di Palagiano, mentre la restante parte orientale appartiene al comune di Massafra

#### Pino di Lenne
Il suo nome deriva dai suoi boschi di pino d'Aleppo e dal fiume Lenne.  A Pino di Lenne vi è il pino d'Aleppo più antico d'Europa.
Pino di Lenne è nominata in un episodio di Tito Livio nel capitolo 39 della sua opera storica Ab Urbe condita, nel quale si parla di due navi, una romana e una tarantina che procedeva cabotando in direzione di Metaponto, che si affrontarono in un breve combattimento che terminò con l'incendio e l'affondamento delle due navi a 15 miglia da Taranto. Tito Livio dice: ...quindecim milia ferme ad urbe ad Sapriportem obvius fuit... (a Sapriporte circa 15 miglia da Taranto). Il luogo ricadrebbe nel territorio di Palagiano e precisamente nella zona costiera denominata Palude fetida. La zona di Pino di Lenne anticamente era una zona putrida paludosa. A qualche metro dal casello ferroviario furono rinvenuti nel 1996 i resti lignei di una imbarcazione, tuttora sommersa, che il Servizio di Archeologia Subacquea in Roma, insieme ai ricercatori prof. A. Di Stefano e dr. A. De Blasi, hanno stimato risalire al X-XI sec. d.C.
In questa località sfocia il fiume Lenne. Esso presenta i segni dell'alluvione dell'8 settembre 2003. A Pino di Lenne vi è anche un alaggio per scafi.
L'area di Pino di Lenne comprende al suo interno il Bosco di Marziotta, che fa parte della Riserva naturale Stornara, istituita dal Ministero dell'Ambiente nel 1997. Anticamente, sotto il ponte di epoca mussoliniana, vi era un'antica torre saracena, demolita agli inizi degli anni ottanta perché pericolante.
Nel maggio del 2010 la spiaggia del Pino di Lenne ha fatto da scenario per le riprese del film Il paese delle spose infelici, diretto dal regista Pippo Mezzapesa.
Nella medesima località sono stati girati vari video musicali, tra i quali Inizia la serata dei FolkaSud, Taranta Stomp di Graziano Galatone e Freezer dei Sud Foundation Kru.

## Infrastrutture e trasporti

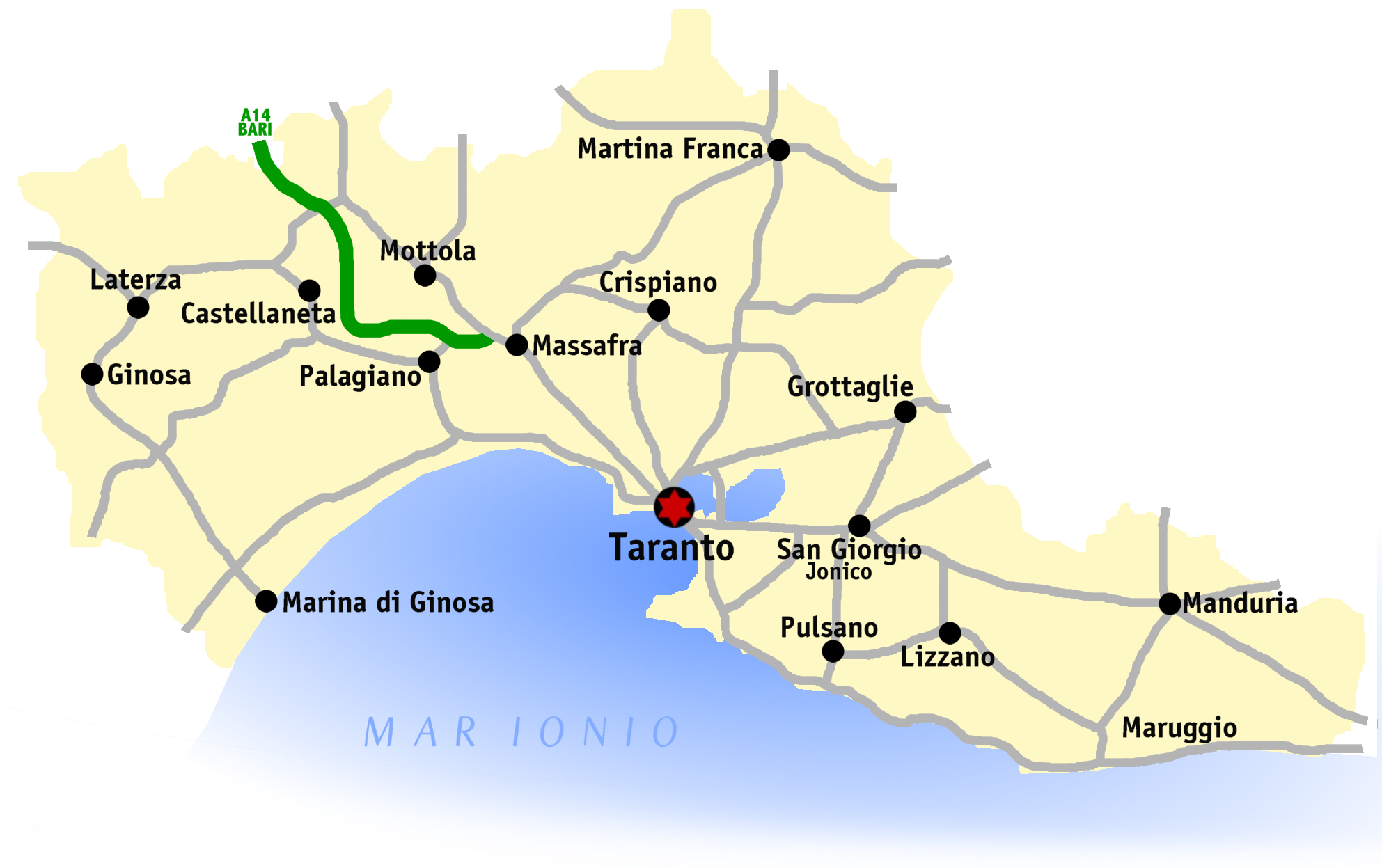
Collegamenti della Provincia di Taranto

### Strade
I collegamenti stradali principali sono rappresentati da:
- Autostrada A14 Bologna-Taranto (barriera di Massafra) da e per l'Italia settentrionale[16]
- Strada statale 7 ter "Salentina" da e per Lecce
- Strada statale 7 Via Appia da Roma per Taranto e Brindisi
- Strada statale 106 Jonica da Taranto per Reggio Calabria
- Strada statale 100 di Gioia del Colle da Bari a Palagiano
- Strada statale 106 dir Jonica da Palagiano a Chiatona

### Ferrovie
- Stazione di Palagiano-Mottola della linea Bari-Taranto
- Stazione di Palagiano-Chiatona della linea Taranto-Reggio Calabria

## Amministrazione

Il gonfalone comunale

Di seguito è presentata una tabella relativa alle amministrazioni che si sono succedute in questo comune.
| Periodo           | Periodo          | Primo cittadino                  | Partito                     | Carica      | Note   |
| ----------------- | ---------------- | -------------------------------- | --------------------------- | ----------- | ------ |
| 28 settembre 1983 | 24 agosto 1987   | Tito Anzolin Preneste            | Partito Comunista Italiano  | Sindaco     | [ 17 ] |
| 24 agosto 1987    | 15 agosto 1990   | Tommaso Surico                   | Democrazia Cristiana        | Sindaco     | [ 17 ] |
| 15 agosto 1990    | 30 novembre 1990 | Paolo Gentilucci                 |                             | Comm. pref. | [ 17 ] |
| 30 novembre 1990  | 10 dicembre 1991 | Pasquale Favale                  | Partito Socialista Italiano | Sindaco     | [ 17 ] |
| 10 dicembre 1991  | 18 marzo 1993    | Nunzio Scalera                   | Democrazia Cristiana        | Sindaco     | [ 17 ] |
| 18 marzo 1993     | 23 novembre 1993 | Antonio Paglialonga              |                             | Comm. pref. | [ 17 ] |
| 23 novembre 1993  | 17 novembre 1997 | Vincenzo Stellaccio              | Radicali Italiani           | Sindaco     | [ 17 ] |
| 17 novembre 1997  | 28 ottobre 1998  | Vincenzo Stellaccio              | Radicali Italiani           | Sindaco     | [ 17 ] |
| 31 ottobre 1998   | 28 maggio 2002   | Rocco Ressa                      | L'Ulivo                     | Sindaco     | [ 17 ] |
| 28 maggio 2002    | 29 maggio 2007   | Rocco Ressa                      | L'Ulivo                     | Sindaco     | [ 17 ] |
| 29 maggio 2007    | 30 maggio 2012   | Rocco Ressa                      | L'Ulivo                     | Sindaco     | [ 17 ] |
| 30 maggio 2012    | 15 giugno 2016   | Antonio Tarasco                  | Partito Democratico         | Sindaco     | [ 17 ] |
| 15 giugno 2016    | 25 giugno 2017   | Michele Lastella                 |                             | Comm. pref. | [ 17 ] |
| 25 giugno 2017    | 24 giugno 2022   | Domenico "Domiziano" Pio Lasigna | Lista civica                | Sindaco     | [ 17 ] |
| 24 giugno 2022    | in carica        | Domenico "Domiziano" Pio Lasigna | Lista civica                | Sindaco     | [ 17 ] |

## Sport
Le società sportive di Palagiano sono la squadra di pallacanestro New Basket Palagiano, che milita nel campionato di Promozione pugliese; e la squadra di calcio Atletico Palagiano, che attualmente milita nel campionato di Promozione pugliese. Esiste inoltre la Arcieri di Palagiano, scuola Arcieristica settore karmàn csen nata nel 2021.

### Squadra di calcio ed impianti sportivi
L'attuale squadra di calcio si chiama Atletica Palagiano e milita nel campionato di Promozione pugliese per la stagione 2025/26, categoria che rappresenta anche il miglior risultato sportivo nella storia della città, dal momento che la squadra non è mai riuscita a centrare l'Eccellenza, pur avendo sfiorato in più occasioni la promozione nel campionato Interregionale degli anni Novanta. 
Lo Stadio di calcio comunale Marco Stea è un impianto costruito nel 1966 e ristrutturato nel 2000 con la costruzione di una tribuna coperta, tornata agibile nel 2023. Nello stesso anno sono state apportate delle modifiche al terreno di gioco, trasformato in erba naturale, ma dopo soli due anni è tornato alla sua originaria impostazione in terra battuta.